# Unió Islàmica Ajnad al-Xam
La Unió Islàmica d'Ajnad al-Sham (àrab: الاتحاد الإسلامي لأجناد الشام, al-Ittiḥād al-Islāmī li-Ajnād ax-Xām, ‘Unió Islàmica de Soldats del Xam’) és una aliança de grups islamistes activa durant la Guerra civil siriana. Es va formar el 2 de desembre de 2013. L'organització va expressar el seu suport a les conferències de pau de Ginebra II.

## Composició
- Brigades del-Habib al-Mustafa
- Reunió d'Amjad al-Islam
- Brigades i Batallons de Sahaba
- Batallons de Shabab al-Houda
- Brigada de Der al-Asima